# Alexandra Mehnert
Alexandra Mehnert (ur. 6 sierpnia 1974 w Magdeburgu) – niemiecka polityczka, deputowana do Parlamentu Europejskiego X kadencji.

## Życiorys
Studiowała nauki polityczne, socjologię i pedagogikę na Otto-von-Guericke-Universität Magdeburg. Działaczka Unii Chrześcijańsko-Demokratycznej, do której wstąpiła w 1991. Od 1998 zawodowo związana z Fundacją Konrada Adenauera. Została dyrektorką prowadzonego przez tę instytucję regionalnego centrum informacji europejskiej.
W wyborach w 2024 otwierała listę CDU w Saksonii-Anhalcie, w wyniku głosowania uzyskała mandat eurodeputowanej X kadencji.